# كلير كويلو
كلير كويلو (بالإنجليزية: Claire Coelho)‏ هي لاعبة كرة قدم أسترالية، ولدت في 16 مايو 1996 في أستراليا. لعبت مع Newcastle Jets FC (W-League) ‏.